# As Frenéticas
As Frenéticas est un girl group brésilien de pop et disco, originaire de Rio de Janeiro, actif entre 1977 et 1983.

## Histoire
Le 5 août 1976, le compositeur et producteur Nelson Motta ouvre la Frenetic Dancing Days Discotheque dans un centre commercial du quartier de Gávea, à Rio de Janeiro, qui devient le lieu le plus chaud de Rio. Pour servir les quelques tables de l'espace occupé par une immense piste de danse, Motta a eu l'idée d'engager des serveuses qui, vêtues de tricots moulants, de talons très hauts et d'un maquillage excessif, feraient le service et, au milieu de la nuit, se faufileraient sur scène et chanteraient trois ou quatre chansons, avant de retourner servir. Sandra Pêra, belle-sœur de Motta, mariée à sa sœur, l'actrice Marília Pêra, s'intéresse à ce travail et intègre au groupe ses amies Regina Chaves, Leiloca et Lidoka, qui faisaient partie des Dzi Croquettes, ainsi que la chanteuse Dhu Moraes. L'actrice Edyr de Castro, qui avait joué dans la comédie musicale Hair, complète le sextuor. Un répertoire de cinq morceaux est sélectionné et le groupe répète avec le musicien Roberto de Carvalho, qui commence alors à sortir avec la rockeuse Rita Lee.
En 1977, baptisées As Frenéticas pour les associer au nom de la discothèque, elles commencent à donner des concerts de plus d'une heure et cessent d'être serveuses en raison de leur succès. Dans leur premier succès, Perigosa, le refrain « dentro de mim », répété d'innombrables fois entre gémissements lascifs et cris hystériques, donne le ton de leurs concerts. Avec la fermeture des Frenetic Dancing Days, ils commencent à se produire au Rival Theatre, attirant un public plus diversifié. Les Frenéticas signent avec le label Warner, qui vient de s'implanter au Brésil Leur premier album, A felicidade bate a sua porta, de Gonzaguinha, est largement diffusé à la radio. Leur premier album Frenéticas se vend bien, atteignant 150 000 exemplaires et recevant un disque d'or. À la fin des années 1970, elles réussissent l'exploit sans précédent d'être le thème d'ouverture de deux feuilletons de Rede Globo, Dancin' Days et Feijão Maravilha. Trois autres albums suivent chez Warner.
En 2016, Lidoka décède,.

## Discographie

### Albums studio
- 1977 : Frenéticas (Warner, Atlantic) (500 000 exemplaires vendus[6])
- 1978 : Caia na Gandaia (Warner, Atlantic) (150 000 exemplaires vendus[3])
- 1979 : Soltas na Vida (Warner)
- 1980 : Babando Lamartine (Warner)
- 1983 : Diabo 4 (Top Tape)

### Apparitions
- 1981 : O Melhor de Frenéticas (Warner)
- 1992 : As Mais Gostosas das Frenéticas (Warner)
- 1999 : Sempre Frenéticas (Warner)
- 2001 : Pra Salvar a Terra (Jam Music)
- 2017 : 40 Anos de Dancin' Days (Warner)

### Singles notables
- 1977 : Perigosa (sous Frenéticas)
- 1977 : Tudo Bem, Tudo Bom???
- 1977 : Ou Mesmo Até...